# 노먼 에인절
랄프 노먼 에인절 경(Sir Ralph Norman Angell, 1872년 12월 26일 ~ 1967년 10월 7일)은 영국의 교수, 작가, 언론인, 정치인이며 노벨 평화상 수상자이다. 왕립 국제 문제 연구소 위원, 국재연맹연합(the League of Nations Union) 집행위원 등을 맡았다.
1872년 12월 26일 토머스 에인절 레인(Thomas Angell Lane)과 매리 레인(Mary Lane) 사이에서 6명의 자녀 가운데 하나로 영국 링컨셔주 홀비치에서 태어났다. 본명은 랄프 노먼 에인절 레인(Ralph Norman Angell Lane)이나, 자신의 성으로 에인절(Angell)을 썼고 1909년부터 노먼 에인절로 널리 알려졌다. 프랑스의 리세 드 생오메르와 스위스의 제네바 대학교를 다녔다. 17세 때 미국으로 이주했지만 1898년 잉글랜드로 일시 귀국했고 나중에 파리로 이주했다. 1905년부터 1912년까지 데일리 메일 파리 지국 편집장으로 근무했다.
1909년에 낸 소책자 〈유럽의 착시〉(Europe's Optical Illusion)과 이듬해인 1910년 출간한 책 《거대한 환상》(The Great Illusion)으로 일약 명성을 얻었다. 《거대한 환상》에서 에인절은 유럽 국가들이 경제적으로 통합되어 있기 때문에 전쟁을 하는 것은 무익할 것이라고 역설했다. 이는 영국의 전통적인 평화운동이 도덕성을 강조한 것과 맥을 달리하는 것이었다. 1914년 잉글랜드로 귀국하였으며, 제1차 세계대전이 발발하자 민주통제연합(Union of Democratic Control)을 결성하는 등 평화운동에 나섰다. 이후 1920년 노동당에 입당했으며 1922년 총선에 러쉬클리프, 1923년 로젠데일에 출마했다. 1929년부터 1931년까지 브래드퍼드노스에서 의원을 지냈다. 1931년에는 기사에 서임되었으며 1933년에는 노벨 평화상을 수상했다. 1935년 영국 총선에서 런던대학교 선거구에 출마했으나 낙선했다.
1940년 미국으로 넘어가 강연하였고, 1951년 자서전 집필까지 미국에 머물다 귀국했다. 1967년 크로이던에서 사망했다.

## 같이 보기
- 화폐사
- 노벨 평화상